# Комплекс зданий Белорусского государственного педагогического университета

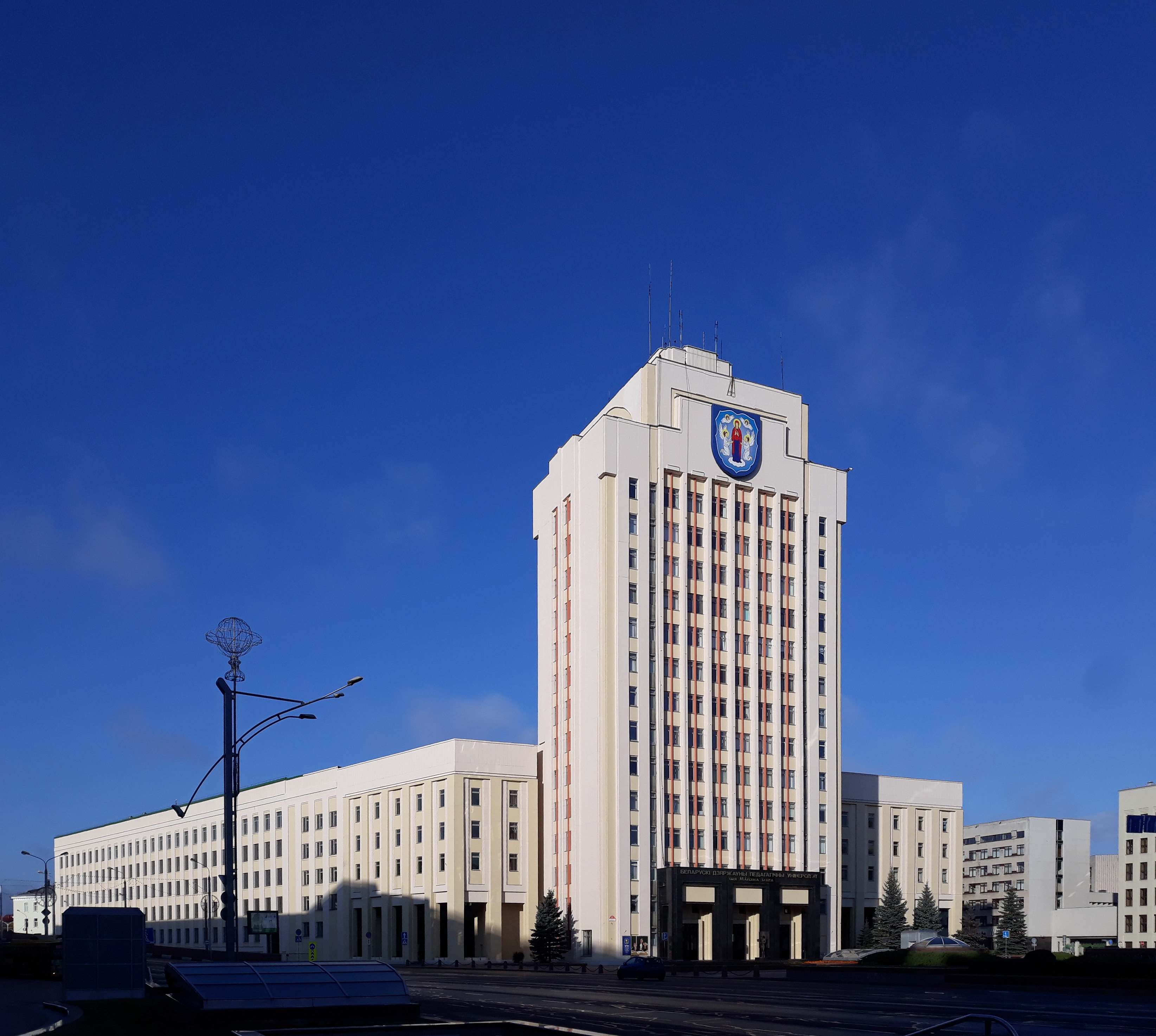
Белорусский государственный педагогический университет имени Максима Танка

Комплекс зданий Белорусского государственного педагогического университета имени Максима Танка (бывшего Минского педагогического института имени А. М. Горького) в Минске занимает квартал, ограниченный Советской улицей, площадью Независимости и проспектом Независимости.

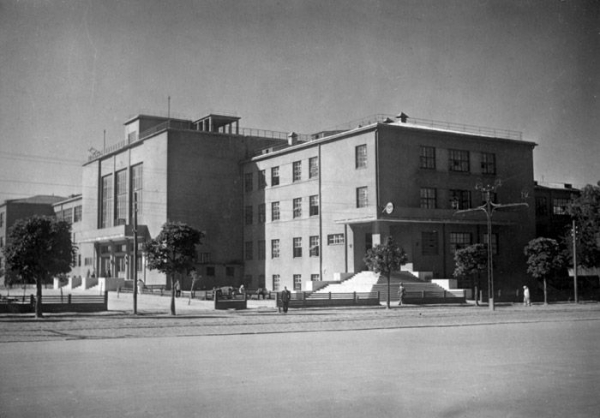
Главный корпус с боку от Дома правительства, 1930-е

Основан в 1922 году как педагогический факультет БГУ. С 1931 года самостоятельный институт. Главный корпус построен в 1931 году по проекту архитекторов И. Запорожца и Г. Лаврова, реконструирован в 1951—1959 годах по проекту архитектора Г. Заборского. Представлял собой трёхэтажное Г-образное в плане здание. Его главный фасад был украшен триглифным фризом с аллегорическими барельефами «Атрибуты наук», портиком на 8 двойных колоннах. На глухих плоскостях стены симметрично размещены в круглых нишах бюсты В. Р. Белинского и К. Д. Ушинского. Конференц-зал на 600 мест на 2-м этаже, куда ведёт парадная восьмимаршевая лестница.
В 1963 и 1964—1966 гадах к главному пристроены учебно-лабораторные корпуса по проекту архитектора Г. Заборского, в 1970 году — спортивный корпус по проекту архитектора В. Марцьянава. В 1986—1988 годах перед главным фасадом старого главного корпуса построен новый 14-этажный по проекту архитекторов И. Марчанки и В. Никитина, ориентированный по площадь Ленина. Он соединён со старыми корпусами центральным переходом и двумя боковыми несимметричными крыльями, которые поддерживаются четырёхгранными колоннами на уровне 1—2 этажей.
На здании института установлена мемориальная доска И. И. Замотину, на территории — памятник студентам и преподавателям, которые погибли в Большую Отечественную войну.